# Peltidium angulatum
Peltidium angulatum är en kräftdjursart som beskrevs av Thompson och Scott 1903. Peltidium angulatum ingår i släktet Peltidium och familjen Peltidiidae. Inga underarter finns listade i Catalogue of Life.